# SN 2005nc
SN 2005nc – supernowa typu Ic odkryta 30 maja 2005 roku w galaktyce A183232+2620. W momencie odkrycia miała maksymalną jasność 24,00m.